# VDO-Siemens Betriebsgelände nördlich Babenhausen
Das VDO-Siemens Betriebsgelände nördlich Babenhausen ist ein Natura2000-Gebiet in der Gemeinde Babenhausen im Landkreis Darmstadt-Dieburg, Südhessen. Die Ausweisung als FFH-Gebiet 6019-305 erfolgte mit der Verordnung vom 16. Januar 2008, geändert am 20. Oktober 2016. Das Gebiet ist durch das Vorkommen der Sand-Silberscharte schutzwürdig.

## Lage
Das FFH-Gebiet „VDO-Siemens Betriebsgelände nördlich Babenhausen“ liegt im Naturraum Untermainebene auf 125 Meter Meereshöhe. Es befindet sich in der Gemarkung Babenhausen nördlich der Ortslage und nordöstlich vom Kreisel der Landesstraße L3116 nach Nieder-Roden. Das Schutzgebiet innerhalb des Betriebsgeländes der Continental VDO Automotive grenzt im Westen und Osten an Parkplätze und wird nach Norden zum bebauten Gelände und nach Süden zur VDO-Straße hin durch Einzäunungen abgegrenzt. Die geschützte Fläche umfasst 0,5248 Hektar.

## Geschichte
Das Gelände war ehemals eine Binnendüne in einem Zug von Flugsanddünen und wurde als Sandgrube genutzt. Später diente es zur Schuttablagerung und wurde schließlich nach 1987 mit basenarmen Sanden unklarer Herkunft aufgefüllt. Durch eine Betriebserweiterung wurde die Fläche 1998 in das Firmengelände der Siemens VDO Automotive AG (heute Continental) integriert. Damals wurden in Kooperation mit der Unteren Naturschutzbehörde Pflegemaßnahmen zum Schutz der Sand-Silberscharte vereinbart (Mahd im Herbst und Abtransport des Mähguts). 2004 erfolgte die Meldung als FFH-Gebiet, im Januar 2008 erhielt das Gebiet diesen Schutzstatus als Natura2000-Gebiet.

## Beschreibung, Flora und Fauna
Die relativ ebene Fläche ist bis auf eine einzelne ältere Kiefer und wenige Gebüsche weitgehend offen. Sie wird von sehr gut ausgebildeten Sandmagerrasen bewachsen, die Lebensraum für zahlreiche gefährdete oder geschützte Pflanzen- und Tierarten sind. Besonders bedeutend ist vor allem das Vorkommen der seltenen Sand-Silberscharte, die hier isoliert von ihren Hauptvorkommen im Oberrheinischen Tiefland einen etablierten Bestand bildet. In den Silbergrasfluren und Grasnelken-Schwingelgras-Fluren wachsen unter anderem Sand-Grasnelke, Silbergras, Heide-Nelke, Steppen-Wolfsmilch, Sand-Strohblume, Berg-Sandglöckchen, Platterbsen-Wicke und Nacktstängeliger Bauernsenf sowie viele Moose und Flechten.
Es wurden acht Tagfalter-Arten nachgewiesen, darunter Kleiner Sonnenröschen-Bläuling und Rotbraunes Ochsenauge. Das Gebiet wird von 10 teils wärmeliebenden Heuschreckenarten besiedelt, unter anderem Blauflüglige Ödlandschrecke, Westliche Beißschrecke, Zweifarbige Beißschrecke und Weinhähnchen.

## Schutzziele
In dem FFH-Gebiet soll der Lebensraumtyp „Dünen mit offenen Grasflächen mit Corynephorus und Agrostis“ (LRT 2330) erhalten werden. Wichtiges Schutzziel ist insbesondere die Erhaltung des Bestands von Jurinea cyanoides (Sand-Silberscharte). Ein Maßnahmenplan regelt, wie die offenen, nährstoffarmen Sandrasenflächen dafür zu bewirtschaften sind.

## Beeinträchtigungen
Stellenweise breiten sich standortsfremde Pflanzenarten wie Graukresse und Land-Reitgras aus. Von größeren Ruderalbeständen her dringt die Kratzbeere in die Sandmagerrasen ein. Für die Tierwelt ist die Insellage der Fläche problematisch.